# (4451) Grieve
(4451) Grieve (1988 JJ) – planetoida z grupy przecinających orbitę Marsa okrążająca Słońce w ciągu 4,2 lat w średniej odległości 2,6 j.a. Odkryta 9 maja 1988 roku.